# Ilan Van Wilder
Ilan Van Wilder, né le 14 mai 2000 à Jette, est un coureur cycliste belge, membre de l'équipe Soudal Quick-Step.

## Biographie

### Carrière en junior et espoir
Ilan Van Wilder est né la même année que Remco Evenepoel et termine plusieurs fois à la deuxième place de la catégorie junior derrière le futur champion du monde comme en 2017 à la Route des Géants et en 2018, lors des contre-la-montre des championnats d'Europe et des championnats de Belgique ainsi qu'au Giro della Lunigiana. Il remporte en solitaire la Nokere Koerse juniors le 10 mars 2018.
Lors des championnats d'Europe de cyclisme sur route 2020 disputés à Plouay, il remporte la médaille de bronze du contre-la-montre espoirs derrière le Norvégien Andreas Leknessund et le Suisse Stefan Bissegger.

### Carrière professionnelle

#### Sunweb et DSM (2020-2021)
Le 4 octobre 2020, il participe à Liège-Bastogne-Liège, sa première classique Monument et se classe à la 51e place.
En avril et mai 2021, il se classe cinq fois dans le top 7 lors d'étapes du Tour de Romandie et du Critérium du Dauphiné. Le 16 juin 2021, il termine au pied du podium du contre-la-montre des championnats de Belgique de cyclisme sur route organisés à Ingelmunster derrière Yves Lampaert, Remco Evenepoel et Victor Campenaerts.

#### Quick Step (depuis 2022)

##### 2022
Van Wilder n'est pas sélectionné pour disputer le Tour d'Espagne 2021. Il entre alors en conflit avec DSM qui aboutit à son départ en fin de saison. Il s'engage avec Quick Step-Alpha Vinyl pour deux ans.
En janvier 2022, il se classe à la sixième place du Tour de la Provence. Lors de Liège-Bastogne-Liège 2022, Van Wilder est impliqué dans une chute collective qui l'amène à abandonner ainsi que son chef de file Julian Alaphilippe. Il subit à l'occasion une fracture à la mâchoire lors d'une course remportée finalement par son coéquipier Remco Evenepoel. Il reprend la compétition au Tour de Suisse mais ne termine pas la course, étant non partant lors de la dernière étape. 
En août, il prend part au Tour de Burgos où il termine à la 6e place du classement général et à la 2e place du classement du meilleur jeune derrière Carlos Rodríguez. Il se classe dans le top 8 de trois des cinq étapes de cette course. Équipier de Remco Evenepoel lors de la Vuelta 2022 trois semaines plus tard, il aide celui-ci à remporter son premier Grand Tour en le secondant dans la plupart des étapes et surtout après l'abandon de Julian Alaphilippe. Il termine la saison par une 13e place au Tour de Lombardie.

##### 2023: Tour d'Allemagne et les Trois vallées varésines
Lors de la 2e étape du Tour de l'Algarve 2023 avec une arrivée au sommet de l'Alto de Fóia, il lance le sprint aux deux cents mètres et pense franchir la ligne d'arrivée en vainqueur mais il est remonté in extremis par le Danois Magnus Cort Nielsen. Il termine ce tour à la troisième place du classement général derrière Daniel Martínez et Filippo Ganna. C'est la première fois qu'il monte sur le podium d'une course UCI ProSeries de catégorie 2.Pro.
Dans le final de Liège-Bastogne-Liège 2023, il est le dernier équipier à seconder Remco Evenepoel, menant un train d'enfer dans toute la côte de La Redoute avant qu'Evenepoel ne place l'accélération décisive dans les derniers mètres de cette côte pour s'en aller remporter la classique ardennaise.
Après les abandons au Tour d'Italie 2023 d'Evenepoel et de quatre autres équipiers, tous positifs au Covid-19, il court la seconde moitié de ce Giro sans pression ni contrainte tactique. Lors de la 12e étape, il se retrouve parmi les 30 échappés et termine sixième de l'étape à Rivoli. Il obtient aussi une belle sixième place lors de la difficile 16e étape avec une arrivée au sommet du Monte Bondone et termine ce Giro à la douzième place du classement général, avec un seul équipier : Pieter Serry. Il prolonge son contrat chez Soudal Quick-Step jusqu'à fin 2025 où il sera l'un des principaux lieutenants de Remco Evenepoel mais aura aussi la possibilité de jouer sa propre carte dans certaines courses.
Du 29 juillet au 4 août, il participe au Tour de Pologne. Classé dans le top 6 de trois des sept étapes, il échoue au pied du podium final en terminant quatrième du classement général, son meilleur résultat dans une course de l'UCI World Tour. Le 24 août, il gagne la première étape du Tour d'Allemagne à Merzig dans un sprint à trois devant Mads Pedersen et s'empare du maillot de leader du classement général qu'il conserve jusqu'à la fin de l'épreuve, remportant ainsi sa première course à étapes et les deux premières victoires de sa carrière professionnelle. Le 3 octobre, il gagne en solitaire les Trois vallées varésines, autre course du calendrier de l'UCI ProSeries. Parti seul en tête dans une côte à 9,5 km de l'arrivée, il maintient un écart constant d'une vingtaine de secondes sur un groupe de prestigieux poursuivants composé de Carapaz, Vlasov, Roglič et Pogačar. Il est le premier Belge à remporter cette course depuis Eddy Merckx en 1968. À l'issue de cette course, il fait part de sa désapprobation à propos de l'éventuelle fusion entre les équipes Jumbo-Visma et Soudal Quick-Step, fusion qui n'aura finalement pas lieu.

##### 2024
En février 2024, il participe au Tour des Émirats arabes unis avec un statut de leader d'équipe. Il termine quatrième du classement général remporté par son compatriote Lennert Van Eetvelt. En avril, il obtient la même quatrième place au classement général du Tour de Romandie gagné par Carlos Rodríguez et se classe dans le top 10 de trois étapes. Il participe pour la première fois au Tour de France. Dans un rôle d'équipier de Remco Evenepoel, il se classe à la 26e place du classement général et à la 6e place du classement du meilleur jeune. Il termine la saison en octobre à la Japan Cup où il se classe deuxième d'un sprint à cinq coureurs remporté par Neilson Powless.

##### 2025
Lors de la première partie de la saison 2025, il réalise trois tops 10 des classements généraux du Tour de l'Algarve (7e), de Paris-Nice (10e) et du Tour du Pays basque (6e).

## Caractéristiques
Van Wilder est considéré comme étant polyvalent. Plus jeune de quelques mois que Remco Evenepoel et Mauri Vansevenant, il fait partie de la jeune garde de l'équipe Quick-Step de Patrick Lefevere. Alors que la Belgique en a cruellement manqué pendant des décennies, ces trois coureurs ont des profils de grimpeurs.

## Palmarès

### Palmarès par année

#### Junior et espoir
- 2017
  - 2e de la Route des Géants
- 2018
  - Nokere Koerse juniors
  - 2ea étape des Trois Jours d'Axel (contre-la-montre)
  - 2e du contre-la-montre du championnat de Belgique sur route juniors
  - 2e du championnat de Belgique du contre-la-montre par équipes juniors
  -  Médaillé d'argent du championnat d'Europe du contre-la-montre juniors
  - 2e du Tour de Haute-Autriche juniors
  - 2e du Giro della Lunigiana
  - 3e de la Guido Reybrouck Classic
  - 4e du championnat d'Europe sur route juniors
  - 6e du championnat du monde du contre-la-montre juniors
- 2019
  - Champion du Brabant flamand du contre-la-montre espoirs
  - 2e étape du Grand Prix Priessnitz spa
  - 3e du championnat de Belgique du contre-la-montre espoirs
  - 3e de l'Orlen Nations Grand Prix
  - 3e du Tour de l'Avenir
  - 9e du championnat d'Europe du contre-la-montre espoirs
- 2020
  -  Médaillé de bronze du championnat d'Europe du contre-la-montre espoirs

#### Professionnel
- 2023
  - Tour d'Allemagne :
    - Classement général
    - 1re étape

  - Trois vallées varésines
  - 3e du Trofeo Serra de Tramuntana
  - 3e du Tour de l'Algarve
  - 4e du Tour de Pologne
- 2024
  - 2e de la Japan Cup
  - 4e du Tour des Émirats arabes unis
  - 4e du Tour de Romandie
- 2025
  - 6e du Tour du Pays basque
  - 8e du Tour de Suisse
  - 10e de Paris-Nice

### Résultats sur les grands tours

#### Tour de France
2 participations
- 2024 : 26e
- 2025 : 32e

#### Tour d'Italie
1 participation
- 2023 : 12e

#### Tour d'Espagne
2 participations
- 2020 : abandon (1re étape)
- 2022 : 40e

### Résultats sur les courses par étapes
Ce tableau présente les résultats d'Ilan Van Wilder sur les courses par étapes de l'UCI World Tour auxquelles il a participé.
| Légende | Légende | Légende | Légende     | Légende | Légende     | Légende | Légende              | Légende | Légende       |
| ------- | ------- | ------- | ----------- | ------- | ----------- | ------- | -------------------- | ------- | ------------- |
| AB      | Abandon | HD      | Hors-délais | NP      | Non-partant | -       | Pas de participation | ×       | Pas d'épreuve |

| Année | Tour des Émirats arabes unis | Paris-Nice | Tour du Pays basque | Tour de Catalogne | Tour de Romandie | Critérium du Dauphiné | Tour de Suisse | Tour de Pologne |
| ----- | ---------------------------- | ---------- | ------------------- | ----------------- | ---------------- | --------------------- | -------------- | --------------- |
| 2021  | -                            | -          | 29e                 | -                 | 16e              | 44e                   | -              | -               |
| 2022  | -                            | -          | -                   | AB                | -                | -                     | AB             | -               |
| 2023  | -                            | -          | -                   | 43e               | -                | -                     | -              | 4e              |
| 2024  | 4e                           | 22e        | -                   | AB                | 4e               | AB                    | -              |                 |
| 2025  | -                            | 10e        | 6e                  | -                 | -                | -                     | 8e             |                 |

### Classements mondiaux
| Année                                 | 2019 | 2020 | 2021 | 2022 | 2023 | 2024 |
| ------------------------------------- | ---- | ---- | ---- | ---- | ---- | ---- |
| Classement mondial                    | 466e | 809e | 574e | 305e | 54e  | 90e  |
| UCI Europe Tour                       | 363e | 646e | 461e | 246e | 43e  | 73e  |
|                                       |      |      |      |      |      |      |
| Légende : nc = non classéSource : UCI |      |      |      |      |      |      |

## Récompenses
- Meilleur espoir belge au Trophée Flandrien de 2019
- Vélo de cristal du meilleur jeune en 2019
- Trophée Flandrien du meilleur équipier en 2022